# Étienne IV (évêque d'Auvergne)
Pour les articles homonymes, voir Étienne IV.
Étienne IV, en latin Stephanus, était un religieux du Moyen Âge central qui fut évêque de Clermont au XIe siècle.

## Biographie
Étienne était le fils du vicomte d’Auvergne Guillaume IV et le petit neveu de l'évêque de Clermont Étienne II.
En 1016, le pape Benoit VIII lui écrivit, ainsi qu’aux autres évêques de Bourgogne et d’Aquitaine, une lettre très énergique contre des détenteurs de biens de l’Abbaye de Cluny. C'est sous son épiscopat que fut fondé le monastère de Saint-Flour.